# Give ’Em Enough Rope
Give ’Em Enough Rope – album punk rockowego zespołu The Clash. Nagrany w Basing Street Studios w Londynie (maj–czerwiec 1978) oraz w The Automatt Studio w San Francisco (sierpień–wrzesień 1978). Wydany 10 listopada 1978 przez wytwórnię CBS.

## Utwory
| 1.  | „Safe European Home” (Strummer/Jones)                            | 3:50  |
|     |                                                                  |       |
| 2.  | „English Civil War” (Strummer/Jones)                             | 2:35  |
|     |                                                                  |       |
| 3.  | „Tommy Gun” (Strummer/Jones)                                     | 3:17  |
|     |                                                                  |       |
| 4.  | „Julie's Been Working For The Drug Squad” (Strummer/Jones)       | 3:03  |
|     |                                                                  |       |
| 5.  | „Last Gang in Town” (Strummer/Jones)                             | 5:14  |
|     |                                                                  |       |
| 6.  | „Guns on the Roof” (Headon/Jones/Simonon/Strummer)               | 3:15  |
|     |                                                                  |       |
| 7.  | „Drug-Stabbing Time” (Strummer/Jones)                            | 3:43  |
|     |                                                                  |       |
| 8.  | „Stay Free” (Strummer/Jones)                                     | 3:40  |
|     |                                                                  |       |
| 9.  | „Cheapskates” (Strummer/Jones)                                   | 3:25  |
|     |                                                                  |       |
| 10. | „All the Young Punks (New Boots and Contracts)” (Strummer/Jones) | 4:55  |
|     |                                                                  |       |
|     |                                                                  | 36:57 |
|     |                                                                  |       |

## Skład
- Joe Strummer – wokal, gitara
- Mick Jones – wokal („Stay Free”), gitara
- Paul Simonon – gitara basowa
- Topper Headon – perkusja